# André Masséna
André Masséna (ol. Andrea Massena) (Nizza, 1758. május 6. – Párizs, 1817. április 4.) Rivoli és Esseling hercege, Franciaország marsallja, a francia forradalmi és napóleoni háborúk kiemelkedő hadvezére.

## Élete és pályafutása
A francia szolgálatban álló itáliai királyi ezredbe 1775-ben vonult be. A francia forradalom kitörésekor, 1789-ben Antibes-ban szolgált őrmesteri rangban. Rövid idő alatt az itáliai forradalmi kormány hadseregének kapitánya lett Nizzában, majd 1793 decemberében hadosztályparancsnokká nevezték ki.
Katonai tehetsége a Habsburg Birodalom ellen vívott itáliai harcokban, a nehéz terepen végrehajtott hadműveletekben tűnt ki. Az 1796–1797-es itáliai hadjáratban Bonaparte Napóleon tábornok legmegbízhatóbb tisztje volt. 1797. január 14-én megnyerte a rivoli csatát, ami hozzájárult a mantovai hadjárat sikeres befejezéséhez. Miután a franciák 1798 februárjában elfoglalták Rómát, Massénát a francia haderő helyettes parancsnokának küldték oda, de megérkezése után egy héttel csapatai fellázadtak, és visszahívását követelték. 1799 márciusában őt nevezték ki a Svájcban állomásozó francia haderő parancsnokává. 1799. szeptember 25-én a második zürichi csatában egy nagyobb orosz hadsereget győzött le, majd megakadályozta, hogy egy másik orosz hadsereg előrenyomuljon Itália felé. Ezekkel a győzelmekkel megmentette Franciaországot az azonnali megtámadtatástól.
Röviddel Napóleon hatalomátvétele után Itáliába küldték, és ő lett a súlyosan demoralizált itáliai hadsereg parancsnoka. Helyreállította a csapatok harci szellemét, és 1800. április 21-étől június 4-éig feltartotta a Genovát ostromló osztrák csapatokat. Napóleon így az osztrákok mögé kerülve, 1800. június 14-én megnyerte a marengói csatát, és ezzel az osztrákokat Észak-Itália nagy részének kiürítésére kényszerítette.
Bár 1804-ben marsallá léptették elő, Masséna mégsem becsülte nagyra Napóleon császári kormányzását. 1806-ban visszafoglalta Calabriát a britektől. 1808-ban Napóleon Rivoli hercegévé nevezte ki. Mivel két fontos, az osztrákok ellen vívott ütközetben — 1809. május 21–22-én Bécs közelében az asperni csatában és július 5–6-án a wagrami csatában — is hősies magatartást tanúsított, Napóleon 1810 januárjában az Essling hercege címmel tüntette ki, majd három hónappal később a Portugáliában harcoló francia erők főparancsnokává nevezte ki. A britek parancsnoka, Arthur Wellesley, Wellington hercege 1810. szeptember 27-én a portugáliai Buçaco mellett, majd 1811. május 5-én a spanyolországi Fuentes de Onorónál is legyőzte a franciákat. Massénát ezután felmentették parancsnoki beosztása alól. 1815-ben Párizsban volt, de nem vett részt Napóleon száz napos küzdelmében, sőt támogatta XVIII. Lajos király uralmának helyreállítását.
Emlékére Nizzában teret, az Egyesült Államokban két települést is elneveztek.

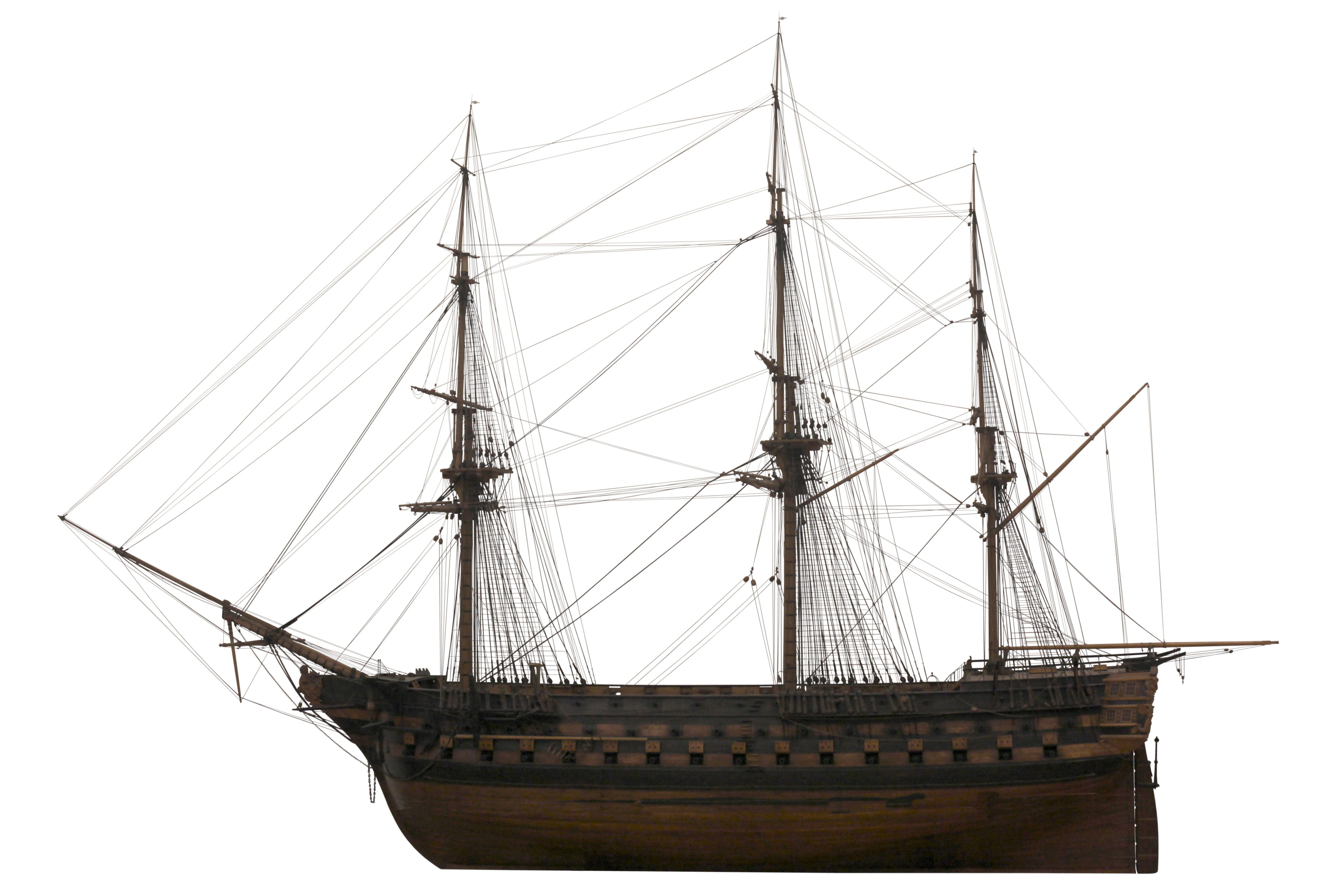
90 ágyús, Suffren osztályú francia sorhajó. A típus egyik egysége az ex-Spectre 1840-től a Masséna nevet viselte.
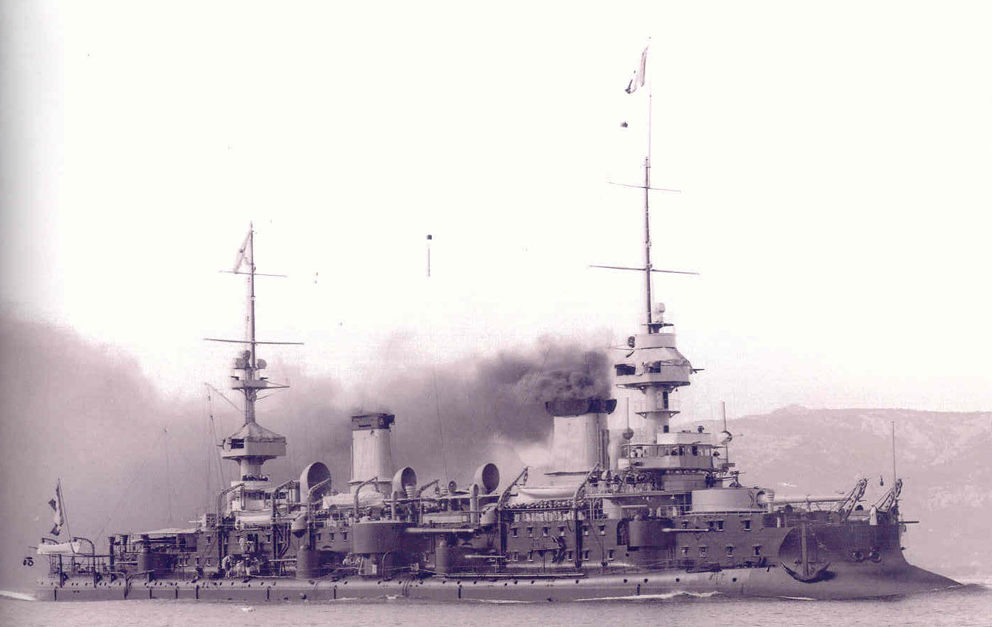
Az André Masséna tiszteletére elnevezett Masséna francia pre-dreadnought csatahajó.

## Képek

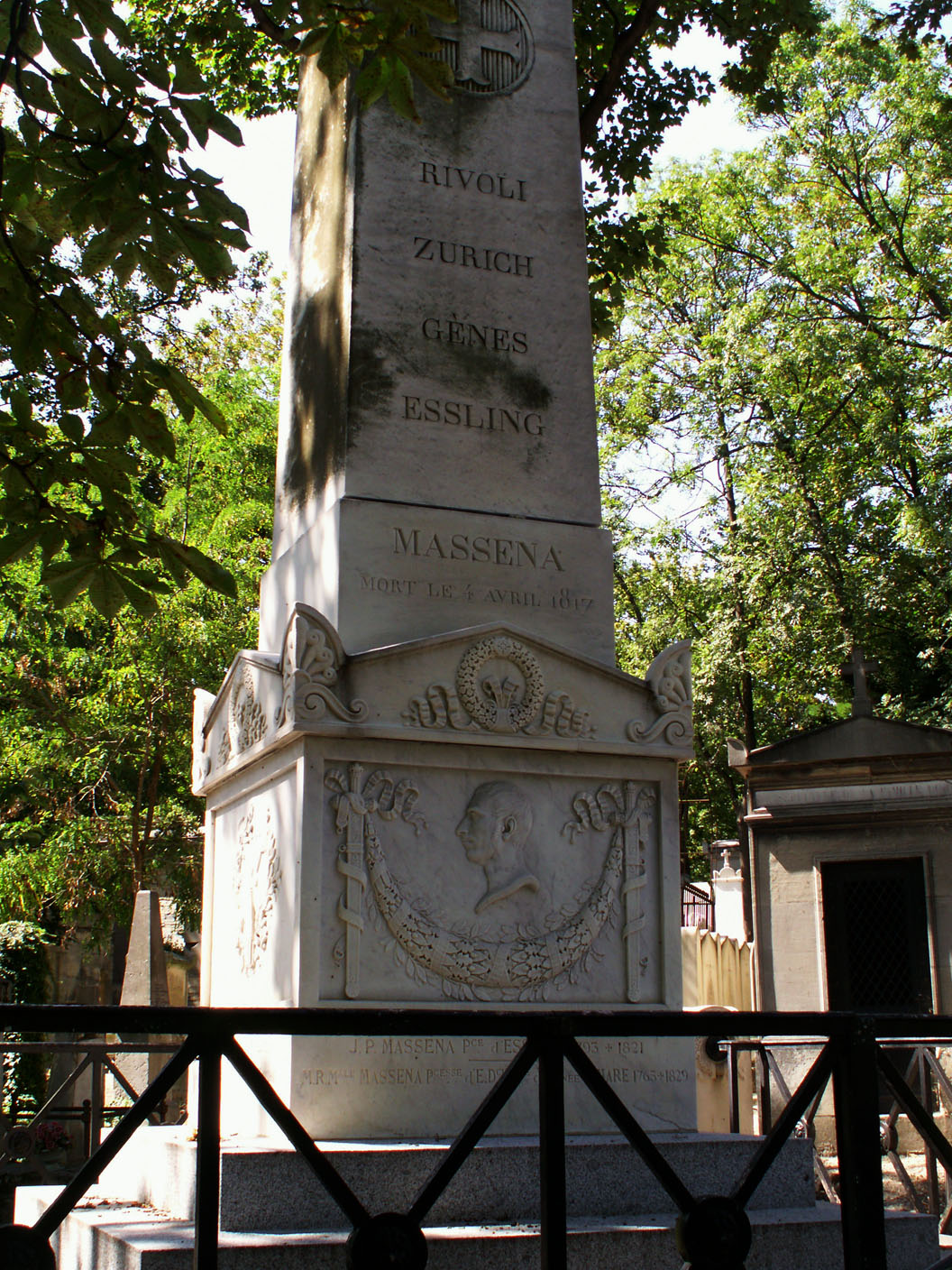
Masséna sírja a Père-Lachaise temetőben
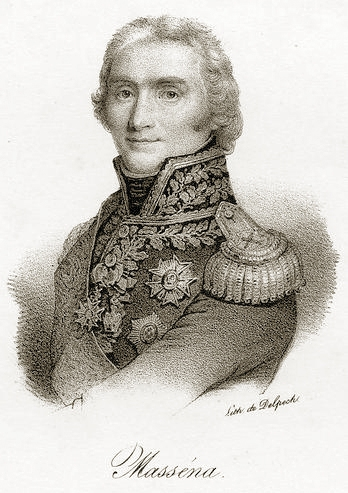
André Masséna marsall
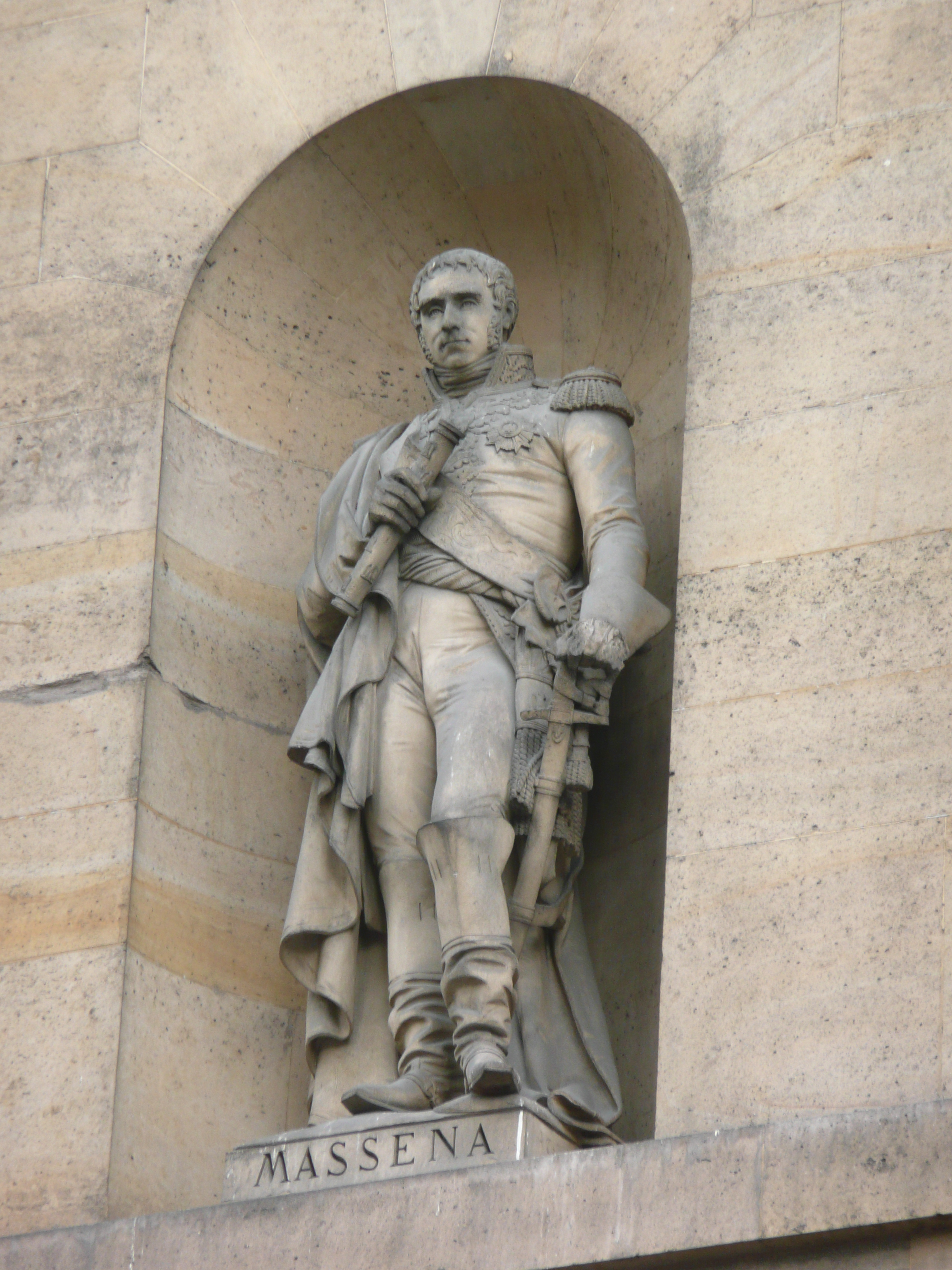
Masséna szobra a Louvre-ban